# Milanowicze
Milanowicze (ukr. Миляновичі) – wieś (dawniej miasteczko) na Ukrainie, w obwodzie wołyńskim, w rejonie kowelskim. Wieś liczy 306 mieszkańców.
Były miastem królewskim Korony Królestwa Polskiego. W II Rzeczypospolitej Milanowicze należały do wiejskiej gminy Stare Koszary w powiecie kowelskim w woj. wołyńskim i liczyły w 1921 roku 436 mieszkańców.
Po wojnie miasteczko weszło w struktury administracyjne Związku Radzieckiego.
Do 2020 w rejonie turzyskim.